# Давид Родман
Давид Родман (словен. David Rodman — Јесенице, 10. септембар 1983) професионални је словеначки хокејаш на леду који игра на позицијама крилног нападача.
Члан је сениорске репрезентације Словеније за коју је на међународној сцени дебитовао на светском првенству 2014. године. Био је део словеначког олимпијског тима на њиховом дебитантском наступу на олимпијском турниру, на ЗОИ 2014. у Сочију.
Његов старији брат Марцел такође је професионални хокејаш и словеначки репрезентативац.